# Renata (voornaam)
Renata is een meisjesnaam.
Renata is afgeleid van Renatus en is een voornaam van Latijnse origine welke letterlijk wedergeboren, wedergeborene of herborene betekent. (re=opnieuw/her- natus=geboren). 

## Bekende naamdraagsters
- Renata Berková - Tsjechische triatlete
- Renata Karabova - Slowaaks inline-skater, langebaanschaatsster en shorttrackster
- Renata Kokowska - Poolse oud-langeafstandsloopster
- Renata Scotto - Italiaans operazangeres
- Renata Tebaldi - Italiaans operazangeres
- Renáta Tomanová - Tsjechisch oud-tennisspeelster, die uitkwam voor Tsjecho-Sklowakije
- Renata van Lotharingen - dochter van hertog Frans I van Lotharingen en van Christina van Denemarken
- Renata Viganò - Italiaanse verpleegster en schrijfster
- Renata Voráčová - Tsjechië professioneel tennisspeelster